# Cabin Fever
Cabin Fever (dt. Lagerkoller) ist ein Horrorfilm des US-amerikanischen Regisseurs Eli Roth aus dem Jahr 2002.

## Handlung
Fünf College-Absolventen möchten in einer entlegenen Waldhütte ihren Abschluss feiern. Im Wald begegnen sie einem sehr kranken Mann, der später von der Gruppe, nachdem er versucht hat, ihren Wagen zu stehlen, angeschossen und versehentlich angezündet wird. Er rennt brennend zurück in den Wald und fällt in die Trinkwasserversorgung der Hütte.
Als der erste der fünf Freunde an fleischfressenden Bakterien erkrankt, geraten sie vor Verzweiflung aneinander, um sich selbst vor Ansteckung zu schützen. Dabei zeigt sich ihr wahrer Charakter. Bei ihrem Versuch, bei den Dorfbewohnern Hilfe zu finden, begegnen ihnen ängstliche Bauerntölpel, unfähige Hilfssheriffs und ein wilder Hund namens „Dr. Mambo“.
Nachdem Karens Gesicht von diesem Hund weggefressen worden ist, erschlägt Paul sie aus Liebe. Mittlerweile sind vier von fünf Studenten erkrankt, nur Jeff nicht, da er die Hütte vorzeitig verlassen hat, um die Zeit allein im Wald zu verbringen und sich so vor den anderen zu schützen. Da er sich dort ausschließlich von Bier ernährt, wird er nicht infiziert.
Anschließend überschlagen sich die Ereignisse. Einige Hinterwäldler greifen aus Rache an, da einer der Studenten den Sohn eines Ladenbesitzers infiziert hat. Von diesen wird Bert erschossen. Paul schafft es, alle Hinterwäldler zu töten, jedoch kann er nicht verhindern, dass Marcy von dem wildgewordenen Hund „Dr. Mambo“ zerfleischt wird. Die Polizei weiß mittlerweile von dem Bakterium und hat den Auftrag, alle Infizierten zu töten. So gerät Paul in die Hände eines Polizisten und stirbt. Am nächsten Morgen kommt Jeff zurück zur Hütte, voller Freude, weil er überlebt hat, und wird beim Verlassen der Hütte von mehreren Polizisten erschossen, die ihn auch für infiziert hielten. Anschließend werden alle Leichen verbrannt.
In der letzten Einstellung sieht man zwei Kinder, die aus dem verseuchten See Wasser für ihre selbstgemachte Limonade abschöpfen, die sie dann an die Polizisten verkaufen.

## Hintergründe
Beeinflusst wurde „Cabin Fever“ wesentlich von dem ikonischen Horrorfilm Tanz der Teufel des Regisseurs Sam Raimi von 1981. Zur Vorbereitung auf ihre Rollen mussten sich Hauptdarsteller Rider Strong und alle anderen Schauspieler mehrmals den Klassiker Tanz der Teufel anschauen.

## Kritiken
Das Lexikon des internationalen Films schrieb: „Der grobschlächtig konstruierte Horrorfilm zitiert bemüht seine vielen Vorbilder, ohne je eine bedrohliche Atmosphäre erzeugen zu können.“

## Cameo-Auftritte
Der Regisseur Eli Roth hat einen Cameo-Auftritt als schräger Camper Justin, der mit einer Tüte Cannabis die Freundschaft der Gruppe gewinnt.
Auch Roths Bruder Adam hat in dem Film eine kleine Rolle, als glatzköpfiger Angestellter des Bowlingcenters in Pauls Gruselgeschichte.

## Fortsetzungen
2009 erschien die Fortsetzung Cabin Fever 2 (Cabin Fever 2: Spring Fever), die von Ti West inszeniert wurde. Für 2014 wurden zwei weitere Fortsetzungen angekündigt: der Film Cabin Fever: Patient Zero, der auf einem Drehbuch von Jake Wade Wall basiert, und Cabin Fever: Outbreak, der zugunsten des Remakes verworfen wurde.
Cabin Fever 3: Patient Zero ist ein Prequel zu den ersten beiden Filmen und wurde am 6. Februar 2014 in Deutschland auf DVD veröffentlicht.

## Neuverfilmung
Mitte Oktober 2014 begannen in Portland, Oregon die Dreharbeiten zur Neuverfilmung unter der Regie von Travis Zariwny, der die Vorlage des Originaldrehbuchs von Eli Roth und Randy Pearlstein verwendet. Als Hauptrollen konnten die Produktionsfirmen Armory Films und Contend, Gage Golightly, Dustin Ingram, Samuel Davis, Matthew Daddario und Nadine Crocker gewinnen. Im Februar 2015 erwarb Tiberius Film die Verleihrechte für die Neuverfilmung Cabin Fever – The New Outbreak in Deutschland. Der Film ist am 6. Oktober 2016 erschienen.